# Liste von Burgen, Schlössern und Festungen im Département Seine-et-Marne
Die Liste von Burgen, Schlössern und Festungen im Département Seine-et-Marne listet bestehende und abgegangene Anlagen im Département Seine-et-Marne auf. Das Département zählt zur Region Île-de-France in Frankreich.

Wappen des Départements Seine-et-Marne (77)
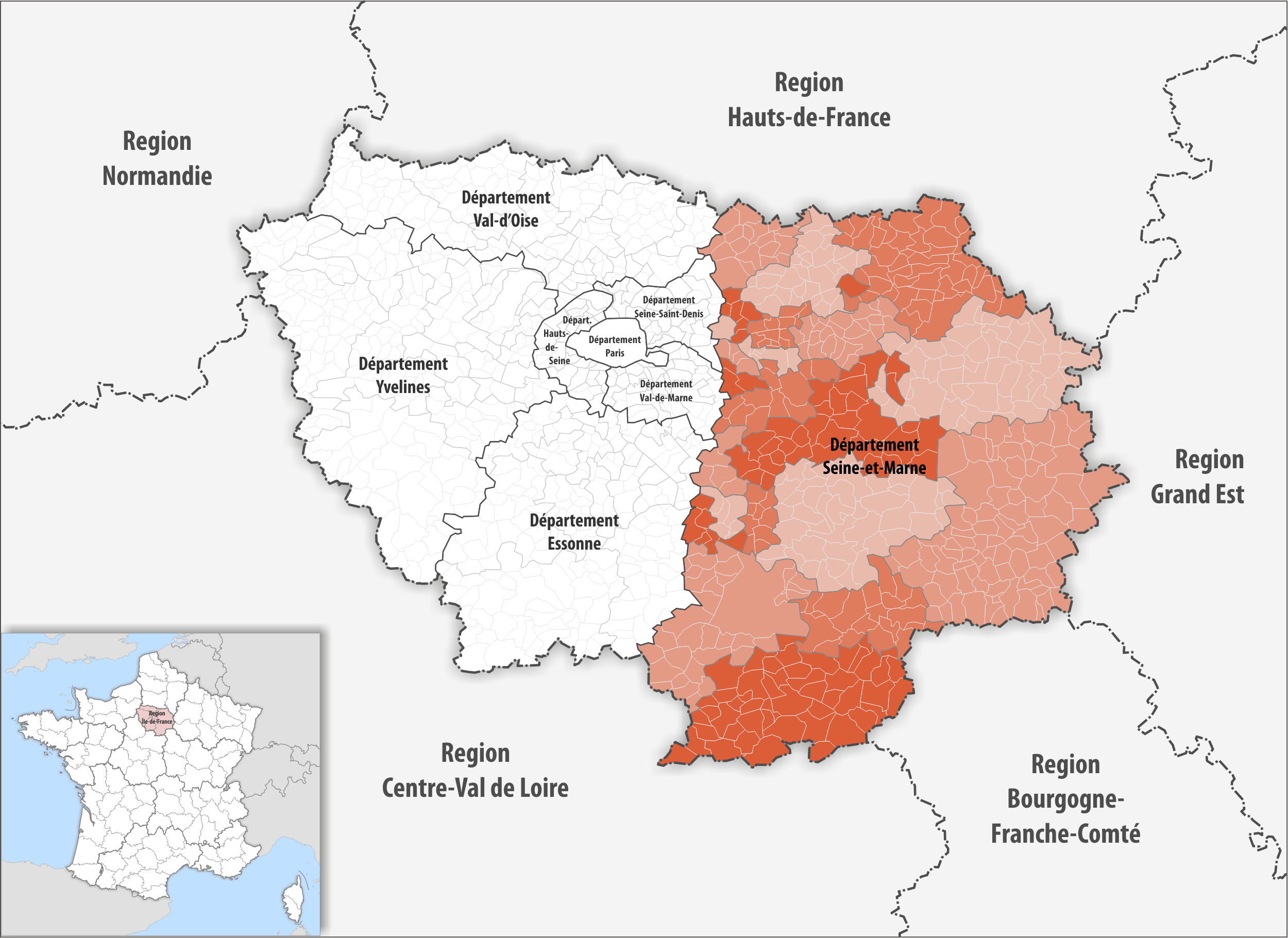
Lage des Départements Seine-et-Marne in der Region Île-de-France
Lage der Region Île-de-France in Frankreich

## Liste
Bestand am 15. September 2022: 242
| Name deu / fra                                                                                          | Gemeinde / Lage                                     | Typ (Untertyp)       | Bemerkungen | Bild |
| --- | --------------------------------------------------- | -------------------- | --- | ---- |
| Schloss Les Agneaux Château des Agneaux                                                                 | Ozoir-la-Ferrière 48,763056° N, 2,651944° O         | Schloss              | |      |
| Schloss Arcy Château d'Arcy                                                                             | Chaumes-en-Brie 48,663889° N, 2,870833° O           | Schloss              | |      |
| Turm Arcy Tour d'Arcy                                                                                   | Chaumes-en-Brie 48,663427° N, 2,86916° O            | Schloss              | |      |
| Schloss Argeville Château d'Argeville                                                                   | Vernou-la-Celle-sur-Seine 48,389835° N, 2,853552° O | Schloss              | |      |
| Schloss Armainvilliers Château d'Armainvilliers                                                         | Tournan-en-Brie 48,75° N, 2,746389° O               | Schloss              | |      |
| Schloss Aunoy Château d'Aunoy                                                                           | Champeaux 48,575278° N, 2,801111° O                 | Schloss              | |      |
| Schloss Bailly Château de Bailly                                                                        | Bailly-Romainvilliers 48,841389° N, 2,813611° O     | Schloss              | |      |
| Schloss Bailly Château de Bailly                                                                        | Saint-Pierre-lès-Nemours                            | Schloss              | |      |
| Schloss La Barre Château de la Barre                                                                    | Férolles-Attilly                                    | Schloss              | |      |
| Schloss La Barre Château de la Barre                                                                    | Fontaine-le-Port 48,488333° N, 2,754722° O          | Schloss              | |      |
| Schloss La Barrière Château de la Barrière (Château Berger)                                             | Lieusaint 48,626347° N, 2,557071° O                 | Schloss              | |      |
| Schloss Beaulieu Château de Beaulieu                                                                    | Pécy 48,652222° N, 3,068889° O                      | Schloss              | |      |
| Herrenhaus Beaumarchais Manoir de Beaumarchais                                                          | Les Chapelles-Bourbon                               | Schloss (Herrenhaus) | |      |
| Schloss Beaumont-du-Gâtinais Château de Beaumont-du-Gâtinais                                            | Beaumont-du-Gâtinais 48,136389° N, 2,473889° O      | Schloss              | |      |
| Schloss Beaurepaire Château de Beaurepaire                                                              | Vernou-la-Celle-sur-Seine 48,425556° N, 2,881667° O | Schloss              | |      |
| Schloss Beauvoir Château de Beauvoir                                                                    | Beauvoir 48,646389° N, 2,863889° O                  | Schloss              | |      |
| Schloss Bellefontaine Château de Bellefontaine                                                          | Samois-sur-Seine                                    | Schloss              | |      |
| Schloss Bellevue Château de Bellevue                                                                    | Tigeaux                                             | Schloss              | |      |
| Schloss Bélou Château de Bélou                                                                          | Boutigny 48,910278° N, 2,931944° O                  | Schloss              | |      |
| Schloss Les Bergeries Château des Bergeries                                                             | Chartrettes                                         | Schloss              | |      |
| Schloss Berville Château de Berville                                                                    | La Genevraye 48,328056° N, 2,754167° O              | Schloss              | |      |
| Schloss Bilbartault Château de Bilbartault                                                              | Jouarre                                             | Schloss              | |      |
| Schloss Bisy Château de Bisy                                                                            | Villevaudé                                          | Schloss              | |      |
| Burg Blandy-les-Tours Château de Blandy-les-Tours                                                       | Blandy 48,567222° N, 2,781389° O                    | Burg                 | |      |
| Schloss Bois-Boudran Château de Bois-Boudran                                                            | Fontenailles                                        | Schloss              | |      |
| Schloss Le Bois de Chigny Château du Bois de Chigny (Château Albert Dyer)                               | Lagny-sur-Marne 48,872513° N, 2,725951° O           | Schloss              | |      |
| Schloss Le Bois-Garnier Château du Bois-Garnier                                                         | Pécy                                                | Schloss              | |      |
| Schloss Le Bois la Croix Château du Bois la Croix                                                       | Pontault-Combault                                   | Schloss              | |      |
| Schloss Bois-le-Vicomte Château de Bois-le-Vicomte                                                      | Mitry-Mory                                          | Schloss              | 1816 abgerissen |      |
| Schloss Le Bois-Louis Château du Bois-Louis                                                             | Sivry-Courtry                                       | Schloss              | |      |
| Schloss Bois-Millet Château de Bois-Millet                                                              | Voulx                                               | Schloss              | |      |
| Schloss Boissise-le-Roi Château de Boissise-le-Roi                                                      | Boissise-le-Roi                                     | Schloss              | Heute das Rathaus (Mairie) |      |
| Burg Boissy Château de Boissy                                                                           | Forfry                                              | Burg                 | Ruine |      |
| Schloss Bombon Château de Bombon                                                                        | Bombon                                              | Schloss              | |      |
| Schloss La Borde Château de la Borde                                                                    | Châtillon-la-Borde                                  | Schloss              | |      |
| Schloss Les Bordes Château des Bordes                                                                   | Villeneuve-les-Bordes                               | Schloss              | |      |
| Schloss Les Bouillants Château des Bouillants                                                           | Dammarie-les-Lys 48,511253° N, 2,632449° O          | Schloss              | |      |
| Schloss Boulains Château de Boulains                                                                    | Échouboulains                                       | Schloss              | |      |
| Schloss Les Boulayes Château des Boulayes (Château des Boullayes)                                       | Châtres                                             | Schloss              | 1785 im neoklassischen Stil erbaut |      |
| Schloss La Bouleaunière Château de la Bouleaunière                                                      | Grez-sur-Loing                                      | Schloss              | |      |
| Schloss Bourron Château de Bourron                                                                      | Bourron-Marlotte                                    | Schloss              | |      |
| Schloss Bréau Château de Bréau                                                                          | Bréau                                               | Schloss              | Ruine |      |
| Schloss Bréau Château de Bréau                                                                          | Villiers-en-Bière                                   | Schloss              | Ruine |      |
| Schloss Le Breuil Château du Breuil                                                                     | Rozay-en-Brie                                       | Schloss              | |      |
| Burg Brie-Comte-Robert Château de Brie-Comte-Robert                                                     | Brie-Comte-Robert                                   | Burg                 | Ruine |      |
| Schloss Brinches Château de Brinches                                                                    | Villemareuil                                        | Schloss              | |      |
| Schloss Brolles Château de Brolles                                                                      | Bois-le-Roi                                         | Schloss              | |      |
| Schloss Brou Château de Brou                                                                            | Brou-sur-Chantereine                                | Schloss              | |      |
| Schloss Les Brûlis Château des Brûlis                                                                   | Vulaines-sur-Seine                                  | Schloss              | |      |
| Schloss Le Buisson Château du Buisson                                                                   | Chartrettes                                         | Schloss              | |      |
| Schloss By Château de By                                                                                | Thomery                                             | Schloss              | Sterbeort der französischen Malerin Rosa Bonheur |      |
| Schloss Candalle Château Candalle                                                                       | Pontault-Combault                                   | Schloss              | |      |
| Schloss Les Cèdres Château des Cèdres                                                                   | Conches-sur-Gondoire                                | Schloss              | |      |
| Schloss Cély Château de Cély                                                                            | Cély                                                | Schloss              | |      |
| Schloss Chaâlis Château de Chaâlis                                                                      | Pomponne                                            | Schloss              | |      |
| Fort Challeau Fort de Challeau                                                                          | Dormelles                                           | Festung (Fort)       | |      |
| Schloss Chambergeot Château de Chambergeot                                                              | Noisy-sur-École                                     | Schloss              | |      |
| Schloss Champgueffier Château de Champgueffier                                                          | La Chapelle-Iger                                    | Schloss              | |      |
| Schloss Champivert Château de Champivert                                                                | Crouy-sur-Ourcq                                     | Schloss              | |      |
| Schloss Champs-Brûlé Château de Champs-Brûlé                                                            | Fontenailles                                        | Schloss              | |      |
| Schloss Champs-sur-Marne Château de Champs-sur-Marne                                                    | Champs-sur-Marne                                    | Schloss              | Zeitweise Wohnsitz von Madame de Pompadour und später Staatsgästehaus von Frankreich |      |
| Schloss Chancepoix Château de Chancepoix                                                                | Château-Landon                                      | Schloss              | |      |
| Schloss La Chapelle-Gauthier Château de La Chapelle-Gauthier                                            | La Chapelle-Gauthier                                | Schloss              | |      |
| Schloss Chapuis Château de Chapuis                                                                      | Pamfou                                              | Schloss              | |      |
| Herrenhaus Chaubuisson Manoir de Chaubuisson                                                            | Fontenay-Trésigny                                   | Schloss (Herrenhaus) | |      |
| Schloss La Chauvennerie Château de la Chauvennerie                                                      | Ozoir-la-Ferrière                                   | Schloss              | |      |
| Schloss Le Chemin Château du Chemin                                                                     | Neufmoutiers-en-Brie                                | Schloss              | |      |
| Schloss Chenoise Château de Chenoise                                                                    | Chenoise-Cucharmoy                                  | Schloss              | |      |
| Schloss Chessy Château de Chessy                                                                        | Chessy                                              | Schloss              | |      |
| Schloss Chevry-en-Sereine Château de Chevry-en-Sereine                                                  | Chevry-en-Sereine                                   | Schloss              | |      |
| Schloss Citry Château de Citry                                                                          | Citry                                               | Schloss              | |      |
| Schloss Combault Château de Combault                                                                    | Pontault-Combault                                   | Schloss              | |      |
| Schloss Combreux Château de Combreux                                                                    | Tournan-en-Brie                                     | Schloss              | |      |
| Schloss Compans Château de Compans                                                                      | Compans                                             | Schloss              | |      |
| Schloss Condé-Sainte-Libiaire Château de Condé-Sainte-Libiaire                                          | Condé-Sainte-Libiaire                               | Schloss              | |      |
| Schloss Coubert Château de Coubert                                                                      | Coubert                                             | Schloss              | |      |
| Schloss Coulommiers Château de Coulommiers                                                              | Coulommiers                                         | Schloss              | Nur noch wenig erhalten |      |
| Schloss Coupvray Château de Coupvray                                                                    | Coupvray                                            | Schloss              | Ruine |      |
| Schloss Courquetaine Château de Courquetaine                                                            | Courquetaine 48,677222° N, 2,744722° O              | Schloss              | |      |
| Schloss Courtry Château de Courtry                                                                      | Sivry-Courtry                                       | Schloss              | |      |
| Schloss Cramayel Château de Cramayel                                                                    | Moissy-Cramayel                                     | Schloss              | |      |
| Schloss Crénille Château de Crénille                                                                    | Chaumes-en-Brie                                     | Schloss              | |      |
| Schloss Crèvecœur-en-Brie Château de Crèvecœur-en-Brie                                                  | Crèvecœur-en-Brie                                   | Schloss              | |      |
| Schloss Crécy-la-Chapelle Château de Crécy-la-Chapelle                                                  | Crécy-la-Chapelle                                   | Schloss              | |      |
| Schloss Croissy Château de Croissy                                                                      | Croissy-Beaubourg                                   | Schloss              | Ruine |      |
| Schloss Les Dames Château des Dames                                                                     | Le Châtelet-en-Brie                                 | Schloss              | |      |
| Schloss Diant Château de Diant                                                                          | Diant                                               | Schloss              | |      |
| Burg Dammartin-en-Goële Château de Dammartin-en-Goële                                                   | Dammartin-en-Goële                                  | Burg                 | Abgegangen |      |
| Schloss Dammartin-sur-Tigeaux Château de Dammartin-sur-Tigeaux                                          | Dammartin-sur-Tigeaux                               | Schloss              | |      |
| Schloss Darvault Château de Darvault                                                                    | Darvault                                            | Schloss              | |      |
| Schloss La Dimeresse Château de la Dimeresse                                                            | Messy                                               | Schloss              | |      |
| Schloss La Doutre Château de la Doutre                                                                  | Ozoir-la-Ferrière                                   | Schloss              | |      |
| Schloss Écoublay Château d'Écoublay                                                                     | Fontenay-Trésigny                                   | Schloss              | |      |
| Schloss Égligny Château d'Égligny                                                                       | Égligny                                             | Schloss              | |      |
| Burg Égreville Château d'Égreville                                                                      | Égreville                                           | Burg                 | |      |
| Festes Haus Les Époisses Maison forte des Époisses                                                      | Bombon                                              | Burg (Festes Haus)   | |      |
| Schloss Esmans Château d'Esmans                                                                         | Esmans                                              | Schloss              | |      |
| Schloss Etry Château d'Etry                                                                             | Annet-sur-Marne                                     | Schloss              | |      |
| Schloss Évry Château d'Évry                                                                             | Évry-Grégy-sur-Yerre                                | Schloss              | |      |
| Schloss Faÿ-lès-Nemours Château de Faÿ-lès-Nemours                                                      | Faÿ-lès-Nemours                                     | Schloss              | |      |
| Schloss Ferreux Château de Ferreux                                                                      | Champcenest                                         | Schloss              | |      |
| Schloss Ferrières Château de Ferrières                                                                  | Ferrières-en-Brie                                   | Schloss              | |      |
| Schloss Flamboin Château de Flamboin                                                                    | Gouaix                                              | Schloss              | |      |
| Schloss Fleury-en-Bière Château de Fleury-en-Bière                                                      | Fleury-en-Bière                                     | Schloss              | |      |
| Schloss Fontaine-les-Nonnes Château de Fontaine-les-Nonnes                                              | Douy-la-Ramée                                       | Schloss              | |      |
| Schloss Fontainebleau Château de Fontainebleau                                                          | Fontainebleau                                       | Schloss              | Im 13. Jahrhundert erbaut, mehrfach umgebaut, gilt als erster Renaissancebau auf französischem Boden. Zeitweiliger Wohnsitz etlicher Könige Frankreichs, auch Napoleon Bonaparte nutzte es als Jagdschloss |      |
| Schloss Fontenelle Château de Fontenelle                                                                | Chanteloup-en-Brie                                  | Schloss              | |      |
| Schloss Forcilles Château de Forcilles                                                                  | Férolles-Attilly                                    | Schloss              | |      |
| Schloss Forest Château de Forest                                                                        | Chaumes-en-Brie                                     | Schloss              | |      |
| Schloss Forges Château de Forges                                                                        | Forges                                              | Schloss              | |      |
| Schloss Fortoiseau Château de Fortoiseau                                                                | Villiers-en-Bière                                   | Schloss              | Ruine |      |
| Schloss Garlande Château de Garlande                                                                    | Tournan-en-Brie                                     | Schloss              | Heute das Rathaus (Mairie) |      |
| Schloss Gesvres-le-Duc Château de Gesvres-le-Duc                                                        | Crouy-sur-Ourcq                                     | Schloss              | Ruine |      |
| Schloss Grande-Romaine Château de Grande-Romaine                                                        | Lésigny                                             | Schloss              | |      |
| Schloss Grandpuits Château de Grandpuits                                                                | Grandpuits-Bailly-Carrois                           | Schloss              | |      |
| Schloss Grandvilliers Château de Grandvilliers                                                          | La Chapelle-Gauthier                                | Schloss              | |      |
| Schloss La Grange Château de la Grange                                                                  | Savigny-le-Temple                                   | Schloss              | |      |
| Schloss La Grange-au-Bois Château de la Grange-au-Bois                                                  | Lagny-sur-Marne                                     | Schloss              | |      |
| Schloss La Grange-Bléneau Château de La Grange-Bléneau                                                  | Courpalay                                           | Schloss              | |      |
| Schloss La Grange-le-Roy Château de la Grange-le-Roy                                                    | Grisy-Suisnes                                       | Schloss              | |      |
| Schloss Graville Château de Graville (Château de Tournenfuye)                                           | Vernou-la-Celle-sur-Seine                           | Schloss              | |      |
| Schloss Grégy Château de Grégy                                                                          | Évry-Grégy-sur-Yerre                                | Schloss              | |      |
| Schloss Grez-sur-Loing Château de Grez-sur-Loing (Tour de Ganne)                                        | Grez-sur-Loing                                      | Schloss              | |      |
| Schloss Le Gué-à-Tresmes Château du Gué-à-Tresmes                                                       | Congis-sur-Thérouanne                               | Schloss              | Im Weiler Gué-à-Tresmes |      |
| Schloss Guermantes Château de Guermantes                                                                | Guermantes                                          | Schloss              | |      |
| Schloss La Guette Château de la Guette                                                                  | Villeneuve-Saint-Denis                              | Schloss              | |      |
| Schloss Gurcy-le-Châtel Château de Gurcy-le-Châtel                                                      | Gurcy-le-Châtel                                     | Schloss              | |      |
| Schloss La Houssière Château de La Houssière (Château d'Aulnoy)                                         | Aulnoy                                              | Schloss              | |      |
| Schloss des Herzogs von Épernon Château du duc d'Épernon                                                | Fontenay-Trésigny                                   | Schloss              | |      |
| Schloss La Houssaye-en-Brie Château de La Houssaye-en-Brie                                              | La Houssaye-en-Brie                                 | Schloss              | |      |
| Schloss Le Houssoy Château du Houssoy                                                                   | Crouy-sur-Ourcq                                     | Schloss              | |      |
| Schloss Hulay Château d'Hulay                                                                           | Grez-sur-Loing                                      | Schloss              | |      |
| Schloss Le Jard Château du Jard                                                                         | Voisenon                                            | Schloss              | |      |
| Schloss Jossigny Château de Jossigny                                                                    | Jossigny                                            | Schloss              | |      |
| Schloss Launoy-Renault Château de Launoy-Renault                                                        | Verdelot                                            | Schloss              | |      |
| Schloss Lesches Château de Lesches                                                                      | Lesches                                             | Schloss              | |      |
| Schloss Livry-sur-Seine Château de Livry-sur-Seine                                                      | Livry-sur-Seine                                     | Schloss              | |      |
| Schloss La Loge des Prés Château de la Loge des Prés                                                    | Les Écrennes 48,489722° N, 2,862222° O              | Schloss              | |      |
| Schloss Louche Château de Louche                                                                        | Annet-sur-Marne                                     | Schloss              | |      |
| Schloss Lugny Château de Lugny                                                                          | Moissy-Cramayel                                     | Schloss              | |      |
| Schloss Lumigny Château de Lumigny                                                                      | Lumigny-Nesles-Ormeaux                              | Schloss              | |      |
| Schloss Le Lys Château du Lys                                                                           | Dammarie-les-Lys                                    | Schloss              | |      |
| Schloss La Madeleine Château de la Madeleine (Chateâu de l’Ermitage)                                    | Samois-sur-Seine                                    | Schloss              | |      |
| Schloss Malnoue Château de Malnoue                                                                      | Émerainville                                        | Schloss              | |      |
| Schloss Malvoisine Château de Malvoisine                                                                | Touquin                                             | Schloss              | |      |
| Schloss La Marguette Château de la Marguette                                                            | Juilly                                              | Schloss              | |      |
| Schloss La Marsaudière Château de la Marsaudière                                                        | Ozoir-la-Ferrière                                   | Schloss              | |      |
| Schloss Le Martroy Château du Martroy                                                                   | Chauconin-Neufmontiers                              | Schloss              | |      |
| Schloss Massoury Château de Massoury                                                                    | Fontaine-le-Port                                    | Schloss              | |      |
| Schloss Mauperthuis Château de Mauperthuis                                                              | Chartrettes                                         | Schloss              | |      |
| Schloss Maurevert Château de Maurevert                                                                  | Chaumes-en-Brie                                     | Schloss              | |      |
| Schloss Le Ménillet Château du Ménillet                                                                 | Les Chapelles-Bourbon                               | Schloss              | |      |
| Schloss Misy Château de Misy                                                                            | Misy-sur-Yonne                                      | Schloss              | |      |
| Schloss Le Monceau Château du Monceau                                                                   | Liverdy-en-Brie                                     | Schloss              | |      |
| Schloss Monglas Château de Monglas                                                                      | Cerneux                                             | Schloss              | |      |
| Burg Montaiguillon Château de Montaiguillon                                                             | Louan-Villegruis-Fontaine                           | Burg                 | Ruine |      |
| Schloss Montanglaust Château de Montanglaust                                                            | Coulommiers                                         | Schloss              | |      |
| Schloss Montapot Château de Montapot                                                                    | Courcelles-en-Bassée                                | Schloss              | |      |
| Schloss Montceaux Château de Montceaux (Château des Reines)                                             | Montceaux-lès-Meaux                                 | Schloss              | Ruine |      |
| Schloss Moncourt-Fromonville Château de Moncourt-Fromonville                                            | Moncourt-Fromonville                                | Schloss              | |      |
| Schloss Montebise Château de Montebise                                                                  | Pierre-Levée                                        | Schloss              | |      |
| Burg Montereau-Fault-Yonne Château de Montereau-Fault-Yonne                                             | Montereau-Fault-Yonne                               | Burg                 | Ruine |      |
| Schloss Montgermont Château de Montgermont                                                              | Pringy                                              | Schloss              | |      |
| Schloss Monthyon Château de Monthyon                                                                    | Monthyon                                            | Schloss              | |      |
| Schloss Montjay Château de Montjay                                                                      | Bombon                                              | Schloss              | |      |
| Schloss Montmélian Château de Montmélian                                                                | Samoreau                                            | Schloss              | |      |
| Schloss Montramé Château de Montramé                                                                    | Soisy-Bouy                                          | Schloss              | |      |
| Schloss Montry Château de Montry                                                                        | Montry                                              | Schloss              | |      |
| Burg Moret Château de Moret                                                                             | Moret-sur-Loing                                     | Burg                 | Ruine, nur der Donjon ist erhalten |      |
| Schloss Morfondé Château de Morfondé                                                                    | Villeparisis                                        | Schloss              | |      |
| Schloss La Motte Château de la Motte                                                                    | Lorrez-le-Bocage-Préaux                             | Schloss              | |      |
| Schloss La Motte Château de la Motte                                                                    | Saint-Méry                                          | Schloss              | |      |
| Schloss La Motte Château de la Motte                                                                    | Thoury-Férottes                                     | Schloss              | |      |
| Schloss Motteux Château de Motteux                                                                      | Marolles-sur-Seine                                  | Schloss              | |      |
| Schloss Moussy-le-Vieux Château de Moussy-le-Vieux                                                      | Moussy-le-Vieux                                     | Schloss              | |      |
| Schloss Les Moyeux Château des Moyeux                                                                   | La Chapelle-Rablais                                 | Schloss              | |      |
| Schloss Mun Château de Mun                                                                              | Dammarie-les-Lys 48,515833° N, 2,642778° O          | Schloss              | |      |
| Schloss La Nacelle Château de la Nacelle                                                                | Crouy-sur-Ourcq                                     | Schloss              | |      |
| Schloss Nandy Château de Nandy                                                                          | Nandy                                               | Schloss              | |      |
| Schloss Nangis Château de Nangis                                                                        | Nangis                                              | Schloss              | |      |
| Schloss Nanteau-sur-Lunain Château de Nanteau-sur-Lunain                                                | Nanteau-sur-Lunain                                  | Schloss              | |      |
| Schloss Nantouillet Château de Nantouillet                                                              | Nantouillet                                         | Schloss              | Ruine |      |
| Schloss Nemours Château de Nemours                                                                      | Nemours                                             | Schloss              | |      |
| Schloss Noisiel Château de Noisiel                                                                      | Noisiel                                             | Schloss              | Abgerissen |      |
| Schloss Nolongues Château de Nolongues                                                                  | Jouarre                                             | Schloss (Herrenhaus) | |      |
| Schloss Nonville Château de Nonville                                                                    | Nonville                                            | Schloss              | |      |
| Schloss Noyen-sur-Seine Château de Noyen-sur-Seine                                                      | Noyen-sur-Seine                                     | Schloss              | |      |
| Schloss Ormesson Château d'Ormesson                                                                     | Ormesson-sur-Marne                                  | Schloss              | |      |
| Burg Paley Château de Paley                                                                             | Paley                                               | Burg                 | |      |
| Schloss Perreuse Château Perreuse                                                                       | Jouarre 48,918056° N, 3,090833° O                   | Schloss              | |      |
| Schloss Pleignes Château de Pleignes                                                                    | Moncourt-Fromonville                                | Schloss              | |      |
| Schloss Le Plessis Château du Plessis                                                                   | Forges                                              | Schloss              | |      |
| Schloss La Plumasserie Château de la Plumasserie                                                        | Fontenay-Trésigny                                   | Schloss              | |      |
| Schloss Le Poitou Château du Poitou                                                                     | Villevaudé                                          | Schloss              | |      |
| Schloss Pomponne Château de Pomponne                                                                    | Pomponne                                            | Schloss              | |      |
| Schloss Poncher Château de Poncher                                                                      | Lésigny                                             | Schloss              | |      |
| Schloss Pouilly-le-Fort Château de Pouilly-le-Fort                                                      | Pouilly-le-Fort                                     | Schloss              | |      |
| Schloss Le Pré Château du Pré                                                                           | Chartrettes                                         | Schloss              | |      |
| Schloss Quincy-Voisins Château de Quincy-Voisins                                                        | Quincy-Voisins                                      | Schloss              | |      |
| Burg La Reine Blanche Château de la Reine Blanche                                                       | Provins                                             | Burg (Turm)          | Hauptsächlich nur der Donjon erhalten |      |
| Schloss La Rénommière Château de la Rénommière                                                          | Noisy-sur-École                                     | Schloss              | |      |
| Schloss Rentilly Château de Rentilly                                                                    | Bussy-Saint-Martin                                  | Schloss              | |      |
| Schloss La Rivière Château de la Rivière                                                                | Thomery                                             | Schloss              | |      |
| Schloss La Rochette Château de la Rochette                                                              | La Rochette                                         | Schloss              | |      |
| Schloss Romaine Château de Romaine                                                                      | Ozoir-la-Ferrière                                   | Schloss              | |      |
| Schloss Rouillon Château de Rouillon                                                                    | Chartrettes                                         | Schloss              | Gästezimmer |      |
| Schloss Le Ru Château du Ru                                                                             | Aulnoy                                              | Schloss              | |      |
| Schloss Rubelles Château de Rubelles                                                                    | Rubelles                                            | Schloss              | |      |
| Schloss Saint-Ange Château Saint-Ange                                                                   | Dammarie-les-Lys                                    | Schloss              | Rue du Caporal-Poussineau |      |
| Schloss Saint-Ange de Villecerf Château de Saint-Ange de Villecerf (Schloss Challuau, Schloss Challeau) | Villecerf                                           | Schloss              | |      |
| Schloss Saint-Denis-du-Port Château de Saint-Denis-du-Port                                              | Lagny-sur-Marne                                     | Schloss              | |      |
| Schloss Saint-Leu Château de Saint-Leu                                                                  | Cesson                                              | Schloss              | |      |
| Schloss Sainte-Assise Château de Sainte-Assise                                                          | Seine-Port                                          | Schloss              | |      |
| Schloss Sannois Château de Sannois                                                                      | Annet-sur-Marne                                     | Schloss              | |      |
| Schloss Le Saulsoy Château du Saulsoy                                                                   | Chamigny                                            | Schloss              | |      |
| Burg Séricourt Château de Séricourt                                                                     | Bussières                                           | Burg                 | Abgegangen |      |
| Schloss Sermaise Château de Sermaise                                                                    | Bois-le-Roi                                         | Schloss              | |      |
| Schloss Servon Château de Servon                                                                        | Servon                                              | Schloss              | |      |
| Schloss Sigy Château de Sigy                                                                            | Sigy                                                | Schloss              | |      |
| Schloss Sorques Château de Sorques                                                                      | Montigny-sur-Loing                                  | Schloss              | |      |
| Schloss Soubiran Château de Soubiran                                                                    | Dammarie-les-Lys 48,513168° N, 2,633071° O          | Schloss              | |      |
| Schloss Suisnes Château de Suisnes                                                                      | Grisy-Suisnes                                       | Schloss              | |      |
| Schloss Tavers Château de Tavers                                                                        | La Grande-Paroisse                                  | Schloss              | |      |
| Schloss Les Terrasses Château des Terrasses                                                             | Chartrettes                                         | Schloss              | |      |
| Schloss La Tour Château de la Tour                                                                      | La Genevraye                                        | Schloss              | |      |
| Schloss Trilbardou Château de Trilbardou                                                                | Trilbardou                                          | Schloss              | |      |
| Schloss La Trousse Château de la Trousse                                                                | Ocquerre                                            | Schloss              | |      |
| Schloss Vaucourtois Château de Vaucourtois                                                              | Vaucourtois                                         | Schloss              | |      |
| Schloss Vaux-le-Pénil Château de Vaux-le-Pénil                                                          | Vaux-le-Pénil                                       | Schloss              | |      |
| Schloss Vaux-le-Vicomte Château de Vaux-le-Vicomte                                                      | Maincy                                              | Schloss              | Zur Zeit seiner Erbauung 1661 des prächtigste Schloss mit Gartenanlage in Frankreich. Heute lautet einer der Werbeslogans von Vaux: Das Schloss, das den Neid des Sonnenkönigs erregte                     |      |
| Schloss Venteuil Château de Venteuil                                                                    | Jouarre 48,934444° N, 3,119444° O                   | Schloss              | |      |
| Schloss Vernouillet Château de Vernouillet                                                              | Verneuil-l’Étang 48,634025° N, 2,821484° O          | Schloss              | |      |
| Schloss Villeceaux Château de Villeceaux                                                                | Jaulnes                                             | Schloss              | |      |
| Schloss Villemain Château de Villemain                                                                  | Grisy-Suisnes                                       | Schloss              | |      |
| Schloss Villemareuil Château de Villemareuil                                                            | Villemareuil                                        | Schloss              | |      |
| Schloss Villemenon Château de Villemenon                                                                | Servon                                              | Schloss              | |      |
| Schloss Villeniard Château de Villeniard                                                                | Vaux-sur-Lunain                                     | Schloss              | |      |
| Schloss Villiers-Chapuis Château de Villiers-Chapuis                                                    | Pamfou                                              | Schloss              | |      |
| Schloss Villiers-les-Maillets Château de Villiers-les-Maillets                                          | Saint-Barthélemy                                    | Schloss              | |      |
| Schloss Les Vives Eaux Château des Vives Eaux                                                           | Dammarie-les-Lys                                    | Schloss              | |      |
| Königsschloss Le Vivier Château royal du Vivier                                                         | Fontenay-Trésigny                                   | Schloss              | Ruine, neueres Schloss in der Nähe errichtet |      |
| Schloss Voisenon Château de Voisenon                                                                    | Voisenon                                            | Schloss              | |      |